# Вакцинація проти COVID-19 у Данії

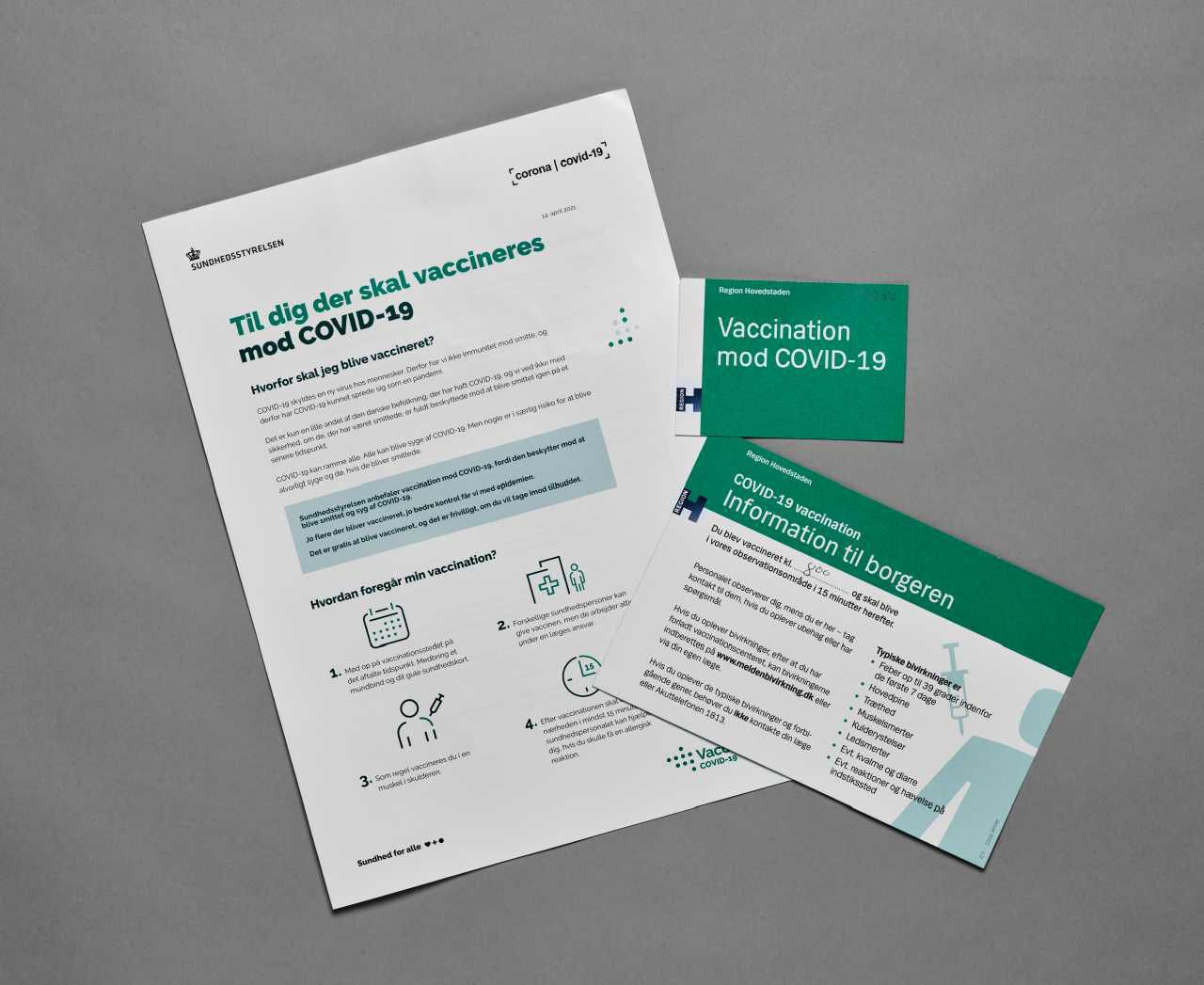
Данські інструкції щодо вакцинації проти COVID-19

Вакцинація проти COVID-19 у Данії — це кампанія масової імунізації населення Данії проти COVID-19 під час пандемії коронавірусної хвороби. Вакцинальна кампанія в країні розпочалась 27 грудня 2020 року. Вакцинація проти COVID-19 у країні була добровільною і безкоштовною. Вакцинація доступна для всіх жителів Данії та тих, хто прибуває з-за кордону до Данії більше ніж на 30 днів. Данія станом на кінець вересня 2021 року мала один із найвищих рівнів вакцинації проти COVID-19 у Європейському Союзі. У квітні 2022 року Данія оголосила про призупинення своєї програми вакцинації проти COVID-19, ставши першою країною у світі, яка зробила це. Станом на жовтень 2022 року органи охорони здоров'я Данії рекомендують повторну вакцинацію людям віком від 50 років, а також окремим групам ризику. Це робиться через очікування зростання кількості заражень COVID-19 в осінньо-зимові місяці.

## Використання вакцин
У світі існує низка вакцин проти COVID-19, які знаходяться на різних стадіях розробки.
| Вакцина            | Схвалення       | Застосування   |
| ------------------ | --------------- | -------------- |
| Pfizer–BioNTech    | 21 грудня 2020  | 27 грудня 2020 |
| Moderna            | 6 січня 2021    | 12 січня 2021  |
| Oxford-AstraZeneca | 29 січня 2021   | 7 лютого 2021  |
| Janssen J&J        | 11 березня 2021 | Квітень 2021   |
| Novavax            | 20 грудня 2021  | В очікуванні   |
| Valneva            | В очікуванні    | В очікуванні   |
| Sanofi–GSK         | В очікуванні    | В очікуванні   |
| CureVac            | Скасовано       | Ні             |

## Календар вакцинації на 2021 рік
Черговість вакцинації та запланований період часу для введення вакцини для кожної пріоритетної групи визначається за допомогою календаря вакцинації в Данії. 10 цільових груп перераховані в порядку зменшення пріоритетності:
1. Мешканці будинків пристарілих.
2. Особи старші 65 років, які отримують як особистий догляд, так і практичну допомогу.
3. Особи старші 85 років.
4. Медичні працівники, спеціалісти з догляду за людьми похилого віку та інші особи, які піддаються ризику інфікування або виконують важливу функцію в суспільстві.
5. Особи, які мають наявні хвороби, які мають значно вищий ризик тяжкого захворювання на COVID-19.
6. Родичі осіб або опікуни, які мають підвищений ризик тяжкого захворювання на COVID-19.
7. Вікова група 80–84 роки.
8. Вікова група 75–79 років.
9. Вікова група 65–74 роки.
10. Інші вікові групи.

Станом на червень 2021 року в Данії не пропонували щеплення дітям молодше 12 років і вагітним жінкам. Станом на вересень 2022 року в країні більше не рекомендують ревакцинацію особам віком до 50 років.

## Діти
Діти та підлітки рідко важко хворіють на Омікрон-варіант COVID-19. З 1 липня 2022 року дітям і підліткам до 18 років у Данії більше не можна було зробити першу ін'єкцію вакцини, а з 1 вересня 2022 року — другу ін'єкцію. Дуже обмеженій кількості дітей із особливо високим ризиком важкого захворювання все одно буде пропонуватися вакцинація на основі індивідуальної оцінки лікаря.

## Доступні вакцини
Данія переважно використовувала вакцини Pfizer—BioNTech і Moderna. Данія була першою країною в Європі, яка припинила використання вакцини Oxford-AstraZeneca, а також Janssen J&J, посилаючись на тромбози як побічні ефекти, незважаючи на схвалення цих вакцин Європейським агентством з лікарських засобів. Станом на травень 2021 року для громадян Данії стало можливим погоджуватися на отримання будь-якої з цих вакцин, хоча ці вакцини не були включені в данську програму вакцинації.